# My děti ze stanice Zoo (film)
My děti ze stanice Zoo (v německém originále Christiane F. – Wir Kinder vom Bahnhof Zoo) je německý biografický film z roku 1981 natočený režisérem Ulrichem Edelem podle stejnojmenné knihy. Hlavní roli mladistvé narkomanky Christiane F. ztvárnila Natja Brunckhorst. Hudební doprovod filmu tvoří písně jejího tehdy velice oblíbeného Davida Bowieho ("Heroes"/"Helden" a další), který pro film i natočil scény z koncertu.

## Údaje k filmu
- původní název: Christiane F. – Wir Kinder vom Bahnhof Zoo
- rok a země produkce: 1981, Německo
- původní dialogy: německy
- režie: Ulrich Edel
- scénář: Herman Weigel a autoři literární předlohy Kai Hermann a Horst Rieck
- produkce: Bernd Eichinger, Hans H. Kaden, Hans Weth
- hudba: Jürgen Knieper
- kamera: Jürgen Jürges, Justus Pankau
- střih: Jane Seitz
- obsazení: Natja Brunckhorst jako Christiane, Thomas Haustein jako Detlev, Jens Kuphal jako Axel, Christiane Reichelt jako Babsi, Daniela Jaeger jako Kessi, David Bowie jako on sám
- délka, formát: 138 min (2h 18), celovečerní, barevný, 1,66:1, 35 mm

## Ceny
Film byl po uvedení na trh v roce 1981 oceněnen cenou diváků (nejpopulárnější film)  na montrealském mezinárodním filmovém festivalu (Festival des films du monde / World Film Festival)  a v Německu Zlatým plátnem (Goldene Leinwand), udělovaným nejúspěšnějším filmům.